# Mimosa Jallow
Mimosa Jallow (né le 17 juin 1994) est une nageuse finlandaise, spécialiste du dos.

## Biographie
Sa mère est finlandaise et son père est originaire de Gambie. Elle grandit à Jyväskylä avec ses quatre frères et sœurs.
Lors des Championnats du monde de natation en petit bassin 2014 à Doha, elle fait partie du relais 4 × 100 m mixte finlandais qui finit 6e en battant le record de Finlande.
Elle représente la Finlande lors des Jeux olympiques d'été de 2016 où elle est éliminée lors des séries du 100 m dos.
Le 5 août 2018, lors des Championnats d'Europe de natation 2018, elle décroche la médaille de bronze en 50 m dos derrière la Britannique Georgia Davies et la Russe Anastasia Fesikova.

## Palmarès

### Championnats d'Europe
- Championnats d'Europe 2018 à Glasgow ( Royaume-Uni) :
  -  Médaille de bronze du 50 m dos